# Rake in Grass
Rake in Grass je české nezávislé vývojářské studio založené v roce 2000 Františkem Chmelařem, Jiřím Procházkou a Pavlem Tovaryšem. Rake In Grass se proslavilo hlavně střílečkou Jets'n'Guns z roku 2004 a coop mlátičkou Rampage Knights z roku 2015.

## Hry
- Troll (2003)
- Jets'n'Guns (2004)
- Undercroft (2006)
- Styrateg (2006)
- Fireman's Adventures (2006)
- King Mania (2007)
- Larva Mortus (2008)
- Archibald's Adventures (2008)
- Archmage (2008)
- Be a King: Lost Lands (2009)
- Crystal Cave Classic (2009)
- Be a King 2 (2010)
- Northmark: Hour of the Wolf (2012)
- Loot Hunter (2014)
- Rampage Knights (2015)
- Jets'n'Guns 2 (2020)
- Silent Sector (2021)
- Bellfortis (2025)[2]
- Underkeep (ve vývoji)